# المختبر آي بي إم للأبحاث في زيورخ
المختبر الأوروبي لشركة آي بي إم أنشئ منذ عام 1956، في مدينة روشليكون بالقرب من زيورخ، ويتبع للشركة الأمريكية العالمية العملاقة، وتعمل فيه كوادر متخصصة وفرق بحث من مختلف البلدان الأوروبية.